# Верхов'є (Самойловське сільське поселення)
Верхов'є (рос. Верховье)  — присілок Бокситогорського району Ленінградської області Росії. Входить до складу Самойловського сільського поселення. Населення —  6 осіб (2003 рік). 